# الإمامة عند الشيعة الاثنا عشرية
الإمامة وتعني "القيادة"، هي احدى المفاهيم في العقيدة الشيعية واحدى المفاهيم عند المذهب الشيعي الاثنا عشري. يعتقد الشيعة الاثنا عشرية أن الأئمة هم الخلفاء الشرعيين للنبي محمد وهم من عليهم قيادة الأمة من بعده، ويبلغ عدد الأئمة عند المذهب الاثنا عشري 12 إماما ومن هنا جاءت تسمية المذهب بهذا الإسم.
يؤمن الشيعة الاثنا عشرية بأن هؤلاء الائمة معصومون، وقد تم اختيارهم من قبل الله، وقد قام النبي محمد بتبليغ الناس بتنصيب الائمة من بعده من قبل الله لقيادة الأمة. جميع هؤلاء الائمة هم من أهل البيت، ويبدؤون بعلي بن أبي طالب وينتهون بالإمام محمد بن الحسن المهدي أو المهدي المنتظر الذي يعتقد الشيعة الاثنا عشرية بأنه غائب وأنه سيظهر في آخر الزمان.
وفقًا للاثني عشرية، فإن إمام العصر هو دائمًا السلطة المعينة إلهيًا في جميع مسائل الإيمان والشريعة. الإمام ليس متلقيًا للوحي الإلهي، ولكن لديه علاقة وثيقة مع الله، الذي يهديه، مما يسمح للإمام بدوره بإرشاد الآخرين. استدل الاثنا عشرية بالعديد من الأدلة على إمامة الائمة الاثنا عشر.

## الائمة
هؤلاء الائمة الاثنا عشر هم:
1. علي بن أبي طالب
2. الحسن بن علي
3. الحسين بن علي
4. علي زين العابدين
5. محمد الباقر
6. جعفر الصادق
7. موسى الكاظم
8. علي الرضا
9. محمد الجواد
10. علي الهادي
11. الحسن العسكري
12. محمد بن الحسن المهدي

## الروايات
هناك روايات تشير إلى أن عدد الائمة هو 12 إمام وأنهم من قريش، وروايات أخرى تتعرض لذكر أسمائهم وأنهم من أهل بيت النبي. هناك روايات تخصر عدد الائمة باثنا عشر إمام وأنهم جميعهم من قريش، وقد نقلت تلك الروايات في كتب كل من السنة والشيعة، مثل صحيح مسلم، صحيح ابن حبان، سنن الترمذي، سنن أبي داود، سنن ابن ماجه، مسند أحمد بن حنبل، مسند ابن جعد، مسند أبي يعلى الموصلي وكنز العمال وغيرها من المصادر. ومن هذه الروايات كما في الأحاديث:
«يكون من بعدي اثنا عشر خليقة كلّهم من قريش».
و«لا يزال هذا الدين عزيزاً منيعاً إلى اثني عشر خليفة كلّهم من قريش».
و«لا يزال الدين قائماً حتى يكون اثني عشر خليفة كلّهم من قريش».
وتارة أخرى: «اثنا عشر أميراً» كما في الحديث النبوي «يكون من بعدي اثنا عشر أميراً...كلّهم من قريش». وغير ذلك من الأحاديث التي حملت نفس المضمون.
وورد في بعض الروايات الأخرى أن النبي محمد قرن بين عدد الأئمة وعدد نقباء بنو إسرائيل الذين اختارهم النبي موسى، كما في الأحاديث:
«انّ عدة الخلفاء بعدي عدة نقباء موسى».
و«الخلفاء بعدي اثنا عشر كعدد نقباء بني إسرائيل».
وهناك روايات أخرى شملت التعريف بالائمة والخلفاء على أنهم من آل البيت، ومنها كما في الأحاديث:
«الأئمة بعدي اثنا عشر: أولهم علي بن أبي طالب وآخرهم القائم، هم خلفائي وأوصيائي وأوليائي، وحجج الله على اُمتي بعدي، المقر بهم مؤمن، والمنكر لهم كافر». وفي هذا الحديث ذكر أول الائمة وآخرهم.
و«الأئمة من بعدي اثنا عشر، تسعة من صلب الحسين تاسعهم قائمهم، ثم قال: ألا إنّ مَثَلهم فيكم مثل سفينة نوح من ركبها نجا ومن تخلّف عنها هلك». وفي هذا الحديث ذكر أن تسعة من هؤلاء الائمة هم من نسل الحسين بن علي، والحديث رواه أبو ذر الغفاري عن النبي محمد.
و«الأئمة بعدي اثنا عشر أوّلهم علي ورابعهم عليّ وثامنهم عليّ وعاشرهم عليّ وآخرهم مهدي». وكذلك حديث الرسول: «إنّ الأئمة من بعدي اثني عشر من أهل بيتي علي أوّلهم وأوسطهم محمد وآخرهم محمد ومهدي هذا الأُمّة الذي سيصلي خلفه عيسى بن مريم». وفي هذان الحديثان تمت الإشارة إلى الائمة بأسمائهم المشتركة، فمثلا في الحديث الأول أول إمام هو علي بن أبي طالب ورابع إمام هو علي السجاد الملقب بزين العابدين، وثامن إمام هو علي الرضا وعاشر إمام هو علي الهادي وآخر إمام هو محمد بن الحسن أو المهدي المنتظر.
وكذلك هناك أحاديث أخرى تصدى فيها النبي لذكر أسمائهم وألقابهم مثل حديث اللوح، الذي أشار فيه النبي الى أسماء وألقاب الائمة الاثنا عشر مع بعض التوصيفات الخاصة.

## العصمة
يؤمن الشيعة الاثنا عشرية بأن هؤلاء الائمة معصومين، ويستدلون على ذلك بمجموعة أحاديث تنعتهم بالعصمة، ويعتبرون عصمتهم دليلا على إمامتهم.

## الأفضلية
يعتقد الشيعة الاثنا عشرية بأن الائمة الاثنا عشر هم أفضل المسلمين بعد الرسول محمد، ويعتقدون بأن الائمة الاثنا عشر أفضل المسلمين بعده في جميع الكمالات النفسانية، وقد قرر العلامة الحلي ذلك بقوله: «هذا دليل آخر على إمامة علي، وتقريره أنه أفضل من غيره – كما هو ثابت- فيكون هو الإمام، لأنّ تقديم المفضول على الفاضل قبيح عقلا». ونفس المعنى يجري على سائر الأئمة لنفس الطريقة.
ويستدل الشيعة كذلك بأن فلسفة الإمامة تقتضي كون الإمام الذي يحمل كل هذه الرسالة الثقيلة ويتصدى لقيادة الأمة وهدايتهم دينيا ودنيويا، بأن يكون الافضل من الجميع والأجدر من الكل حتى يتسنى له تحقيق الغاية التي نٌصّب من أجلها إماماً وأن يأخذ بيد الناس الى الكمالات ويكون لهم أسوة بذلك. ولازم ذلك أن يتصف الإمام بأرفع صفات الطهارة والورع وأرفع كمالات الأدب الانساني. من هنا يرى الشيعة الاثنا عشرية بأن الائمة الاثنا عشر كانوا جميعا أكمل الورى وأفضل الناس في كل عصر من عصورهم.

## انظر ايضا
- علي من وجهة نظر الشيعة